# 仙女座VII
仙后座矮星系（也稱為仙女座 Ⅶ）位於仙后座，是一個距離258萬光年的矮橢球星系。仙后座矮星系是本星系群的成員，也是M31的衛星星系。
仙后座矮星系是在1998年與飛馬座矮橢球星系同時被前蘇聯和烏克蘭的一組天文學家發現的。仙后座矮星系與飛馬座矮橢球星系是已知的衛星星系中距離仙女座大星系最遠的，但仍然在其重力能掌握的區域內。這兩個星系內都沒有顯示出年輕的、大質量恆星形成的跡象；取代的是，似乎都以老年的，年齡達到100億歲的恆星為主。

## 外部連結
- SEDS: Dwarf Spheroidal Galaxy Andromeda VII
- SIMBAD: And VII -- Galaxy in Group of Galaxies